# Philips Sport Vereniging 2013-2014
Questa voce raccoglie le informazioni riguardanti il Philips Sport Vereniging nelle competizioni ufficiali della stagione 2013-2014.

## Rosa
| N. |                        | Ruolo | Calciatore                     |
| -- | ---------------------- | ----- | ------------------------------ |
| 1  | Polonia (bandiera)     | P     | Przemysław Tytoń               |
| 2  | Danimarca (bandiera)   | D     | Mathias Jørgensen              |
| 3  | Paesi Bassi (bandiera) | D     | Karim Rekik                    |
| 5  | Paesi Bassi (bandiera) | D     | Jeffrey Bruma                  |
| 6  | Paesi Bassi (bandiera) | C     | Adam Maher                     |
| 7  | Svezia (bandiera)      | C     | Ola Toivonen                   |
| 7  | Costa Rica (bandiera)  | A     | Bryan Ruiz                     |
| 8  | Paesi Bassi (bandiera) | C     | Stijn Schaars                  |
| 9  | Slovenia (bandiera)    | A     | Tim Matavž                     |
| 10 | Paesi Bassi (bandiera) | C     | Georginio Wijnaldum (Capitano) |
| 11 | Paesi Bassi (bandiera) | A     | Jürgen Locadia                 |
| 13 | Colombia (bandiera)    | D     | Santiago Arias                 |
| 14 | Paesi Bassi (bandiera) | A     | Florian Jozefzoon              |

| N. |                          | Ruolo | Calciatore       |
| -- | ------------------------ | ----- | ---------------- |
| 15 | Paesi Bassi (bandiera)   | D     | Jetro Willems    |
| 17 | Paesi Bassi (bandiera)   | A     | Luciano Narsingh |
| 19 | Belgio (bandiera)        | A     | Zakaria Bakkali  |
| 20 | Paesi Bassi (bandiera)   | C     | Peter van Ooijen |
| 21 | Paesi Bassi (bandiera)   | P     | Jeroen Zoet      |
| 22 | Paesi Bassi (bandiera)   | A     | Memphis Depay    |
| 25 | Paesi Bassi (bandiera)   | D     | Menno Koch       |
| 26 | Paesi Bassi (bandiera)   | D     | Joshua Brenet    |
| 27 | Svezia (bandiera)        | C     | Oscar Hiljemark  |
| 28 | Paesi Bassi (bandiera)   | D     | Abel Tamata      |
| 29 | Paesi Bassi (bandiera)   | D     | Jorrit Hendrix   |
| 31 | Paesi Bassi (bandiera)   | P     | Nigel Bertrams   |
| 33 | Corea del Sud (bandiera) | C     | Park Ji-sung     |

## Risultati

### Campionato

#### Girone di andata
| Arbitro: | Nijhuis |

|                            |           |                                            |
| Holla 45’ Van Duinen 90+4’ | Marcatori | 13’ Wijnaldum 28’ (aut.) Holla 34’ Willems |

| Arbitro: | Kuipers |

|                                         |           |  |
| Bakkali 6’, 47’, 82’ Wijnaldum 61’, 75’ | Marcatori |  |

| Arbitro: | Blom |

|                                       |           |  |
| Jozefzoon 48’ Hiljemark 56’ Depay 83’ | Marcatori |  |

| Arbitro: | Wiedermeijer |

|           |           |          |
| Duarte 5’ | Marcatori | 86’ Park |

| Eindhoven 31 agosto 2013, ore 20:45 CEST 5ª giornata | PSV    | 0 – 0 | Cambuur | Philips Stadion (34 500 spett.)\| Arbitro: \| Higler \| |
| Arbitro:                                             | Higler |       |         |                                                         |

| Arbitro: | Van Boekel |

|                      |           |                         |
| Eghan 17’ Promes 70’ | Marcatori | 66’ Wijnaldum 83’ Depay |

| Arbitro: | Nijhuis |

|                                               |           |  |
| Matavž 53’ Willems 61’ Hiljemark 64’ Park 68’ | Marcatori |  |

| 28 settembre 2013, ore 18:45 8ª giornata | AZ Alkmaar | 2 – 1 | PSV |  |

| 6 ottobre 2013, ore 16:30 9ª giornata | PSV | 2 – 1 | RKC Waalwijk |  |

| 20 ottobre 2013, ore 14:30 10ª giornata | Groningen | 1 – 0 | PSV |  |

| 27 ottobre 2013, ore 12:30 11ª giornata | Roda JC | 2 – 1 | PSV |  |

| 2 novembre 2013, ore 20:45 12ª giornata | PSV | 1 – 1 | PEC Zwolle |  |

| 10 novembre 2013, ore 14:30 13ª giornata | NAC Breda | 2 – 1 | PSV |  |

| 23 novembre 2013, ore 18:45 14ª giornata | PSV | 1 – 1 | Heerenveen |  |

| 1 dicembre 2013, ore 14:30 15ª giornata | Feyenoord | 3 – 1 | PSV |  |

| 7 dicembre 2013, ore 20:45 16ª giornata | PSV | 2 – 6 | Vitesse |  |

| 15 dicembre 2013, ore 16:30 17ª giornata | Utrecht | 1 – 5 | PSV |  |

#### Girone di ritorno
| 22 dicembre 2013, ore 16:30 18ª giornata | PSV | 2 – 0 | ADO Den Haag |  |

| 19 gennaio 2014, ore 16:30 19ª giornata | Ajax | 1 – 0 | PSV |  |

| 25 gennaio 2014, ore 20:45 20ª giornata | PSV | 1 – 0 | AZ Alkmaar |  |

| 2 febbraio 2014, ore 16:30 21ª giornata | RKC Waalwijk | 2 – 0 | PSV |  |

| 5 febbraio 2014, ore 18:45 22ª giornata | Cambuur | 1 – 2 | PSV |  |

| 8 febbraio 2014, ore 18:45 23ª giornata | PSV | 3 – 2 | Twente |  |

| 14 febbraio 2014, ore 20:00 24ª giornata | PSV | 2 – 1 | Heracles Almelo |  |

| 22 febbraio 2014, ore 20:45 25ª giornata | N.E.C. | 0 – 2 | PSV |  |

| 1 marzo 2014, ore 19:45 26ª giornata | Go Ahead Eagles | 2 – 3 | PSV |  |

| 8 marzo 2014, ore 20:45 27ª giornata | PSV | 1 – 0 | Utrecht |  |

| 15 marzo 2014, ore 18:45 28ª giornata | Vitesse | 1 – 2 | PSV |  |

| 22 marzo 2014, ore 20:45 29ª giornata | PSV | 3 – 1 | Roda JC |  |

| 29 marzo 2014, ore 20:45 30ª giornata | PSV | 2 – 3 | Groningen |  |

| 5 aprile 2014, ore 18:45 31ª giornata | Heerenveen | 3 – 0 | PSV |  |

| 13 aprile 2014, ore 16:30 32ª giornata | PSV | 0 – 2 | Feyenoord |  |

| 27 aprile 2014, ore 14:30 33ª giornata | PEC Zwolle | 1 – 2 | PSV |  |

| 3 maggio 2014, ore 18:45 34ª giornata | PSV | 2 – 0 | NAC Breda |  |